# Richard Chenevix Trench
Richard Chenevix Trecnh (Richard Trench jusqu'en 1873 ; 9 septembre 1807 - 28 mars 1886) est un archevêque et poète anglican irlandais.

## Biographie
Il est né à Dublin, en Irlande, fils de Richard Trench (1774–1860), avocat, et de l'écrivaine dublinoise Melesina Trench (en) (1768–1827),. Il est le frère cadet de Francis Chenevix Trench (en). Il fréquente Harrow School et est diplômé du Trinity College de Cambridge en 1829. En 1830, il visite l'Espagne. Alors qu'il est titulaire de Curdridge Chapel près de Bishop's Waltham dans le Hampshire, il publie (1835) The Story of Justin Martyr and Other Poems, qui reçoit un accueil favorable et est suivi en 1838 par Sabbatation, Honor Neale, and other Poems, et en 1842 par Poems from Eastern Sources (Poèmes de source orientale). Ces volumes révèlent l'auteur comme le plus doué des disciples immédiats de William Wordsworth, avec une coloration plus chaude et des sympathies ecclésiastiques plus prononcées que le maître, et de fortes affinités avec Alfred Tennyson, John Keble et Richard Monckton Milnes.
En 1841, il démissionne de sa cure pour devenir vicaire de Samuel Wilberforce, alors recteur d'Alverstoke, et après la promotion de Wilberforce au doyenné de l'Abbaye de Westminster en 1845, il est présenté au presbytère d'Itchenstoke. En 1845 et 1846, il prêche la conférence Hulsean et, la première année, est nommé aumônier examinateur de Wilberforce, alors évêque d'Oxford. Peu de temps après, il est nommé à une chaire théologique au King's College de Londres.
Trench rejoint l'Association de Canterbury le 27 mars 1848, le même jour que Samuel Wilberforce et le frère de Wilberforce, Robert .
En 1851, il établit sa renommée en tant que philologue par The Study of Words, initialement prononcé sous forme de conférences aux élèves de l'école de formation diocésaine de Winchester. Son but déclaré est de démontrer qu'en mots, même pris isolément, "il y a des réserves illimitées de vérité morale et historique, et pas moins de passion et d'imagination accumulées" - un argument qu'il soutient par un certain nombre d'illustrations pertinentes. Il est suivi de deux petits volumes de caractère similaire - English Past and Present (1855) et A Select Glossary of English Words (1859). Tous ont de nombreuses éditions et contribuent beaucoup à promouvoir l'étude historique de la langue anglaise. Un autre grand service à la philologie anglaise est rendu par son article, lu devant la Philological Society, On some Deficiency in our English Dictionaries (1857), qui donne la première impulsion au grand Oxford English Dictionary. Trench envisage un dictionnaire totalement nouveau qui serait un «lexicon totius Anglicitatis». En tant que l'un des trois fondateurs du dictionnaire, il exprime sa vision ainsi : ce serait « un dictionnaire entièrement nouveau ; pas de patch sur de vieux vêtements, mais un nouveau vêtement partout ».
Son plaidoyer en faveur d'une traduction révisée du Nouveau Testament (1858) contribue à promouvoir un autre grand projet national. En 1856, il publie un précieux essai sur Calderón, avec une traduction d'une partie de La vie est un rêve dans le mètre original. En 1841, il publie ses Notes sur les paraboles de Notre-Seigneur, et en 1846 ses Notes sur les miracles, ouvrages de vulgarisation qui sont des trésors d'illustration savante et aiguë .
En 1856, Trench devient doyen de l'Abbaye de Westminster, poste qui lui convient parfaitement. Il y introduit les services de la nef du soir. En janvier 1864, il est promu au poste d'archevêque de Dublin. Arthur Penrhyn Stanley était le premier choix, mais est rejeté par l'Église d'Irlande et, selon la correspondance de l'évêque Wilberforce, la nomination de Trench n'est favorisée ni par le premier ministre ni par le lord-lieutenant. Il est, de plus, impopulaire en Irlande, et un coup porté à la littérature anglaise ; pourtant, cela s'avère être une chance. Trench n'a pas pu empêcher la dissolution de l'Église irlandaise, bien qu'il ait résisté avec dignité.
En novembre 1884 il démissionne de son archevêché en raison d'une mauvaise santé, le clergé et les laïcs enregistrent à l'unanimité leur sentiment de « sa sagesse, son savoir, sa diligence et sa munificence ». " Il a trouvé du temps pour des conférences sur l'histoire de l'Église médiévale (1878) ; ses œuvres poétiques sont réarrangées et rassemblées en deux volumes (dernière édition, 1885).
À partir de 1872 et pendant le mandat de son successeur, le poste de doyen de l'église du Christ de Dublin est occupé par l'archevêché. Il meurt le 28 mars 1886 à Eaton Square, à Londres, et est enterré à l'Abbaye de Westminster .

## Famille
Richard Chenevix Trench épouse sa cousine, l'hon. Frances Mary Trench, fille de Francis Trench et Mary Mason, et sœur de Frederick Trench (2e baron Ashtown) (en), le 1er juin 1832 . Ils ont 14 enfants; 8 fils et 6 filles :
- Francis William Trench (1833–1841)
- Melesina Mary Chenevix Trench (1834–1918)
- Richard Trench (1836–1861)
- Frédéric Chenevix Trench (1837–1894) (général de division)
- Charles Chenevix Trench (1839-1933)
- Arthur Julius Trench (1840–1860)
- Emily Elizabeth Trench (1842–1842)
- Philippe Chenevix Trench (1843–1848)
- Edith Chenevix Trench (1844–1942), mariée en 1889 à Reginald Stephen Copleston (1845–1925), évêque de Colombo et plus tard évêque de Calcutta
- Helen Emily Chenevix Trench (1846–1935)
- Frances Harriet Chenevix Trench (1847–1941)
- Rose Julia Chenevix Trench (1848–1902)
- Alfred Chenevix Trench (1849-1938)
- Herbert Francis Chenevix Trench (1850–1900)